# 宰桑纪念碑

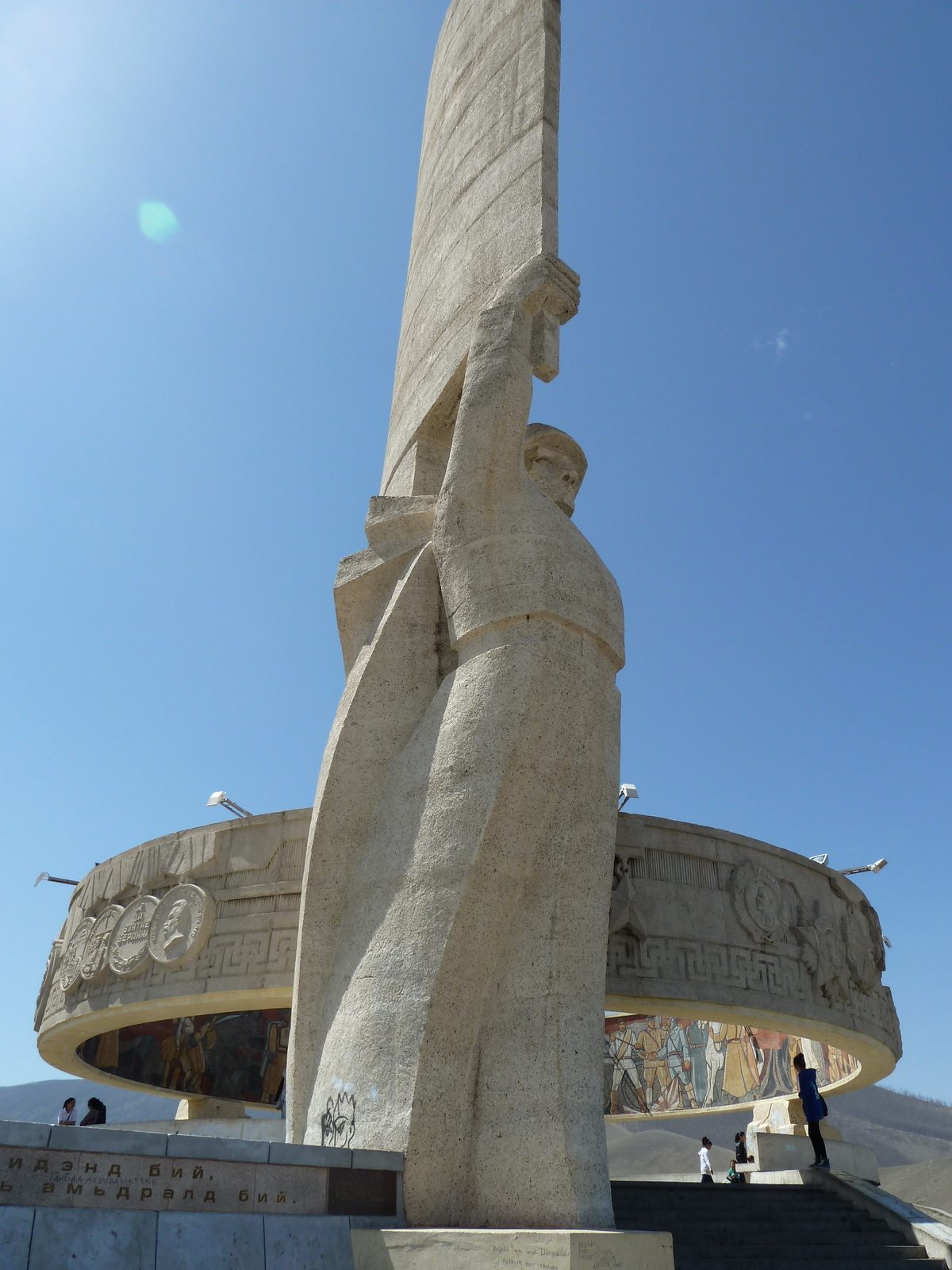
宰桑纪念碑

47°53′3″N 106°54′57″E / 47.88417°N 106.91583°E
宰桑纪念碑是位于蒙古国乌兰巴托的一个大型纪念碑，纪念第二次世界大战期间牺牲的苏联红军将士。

## 简介

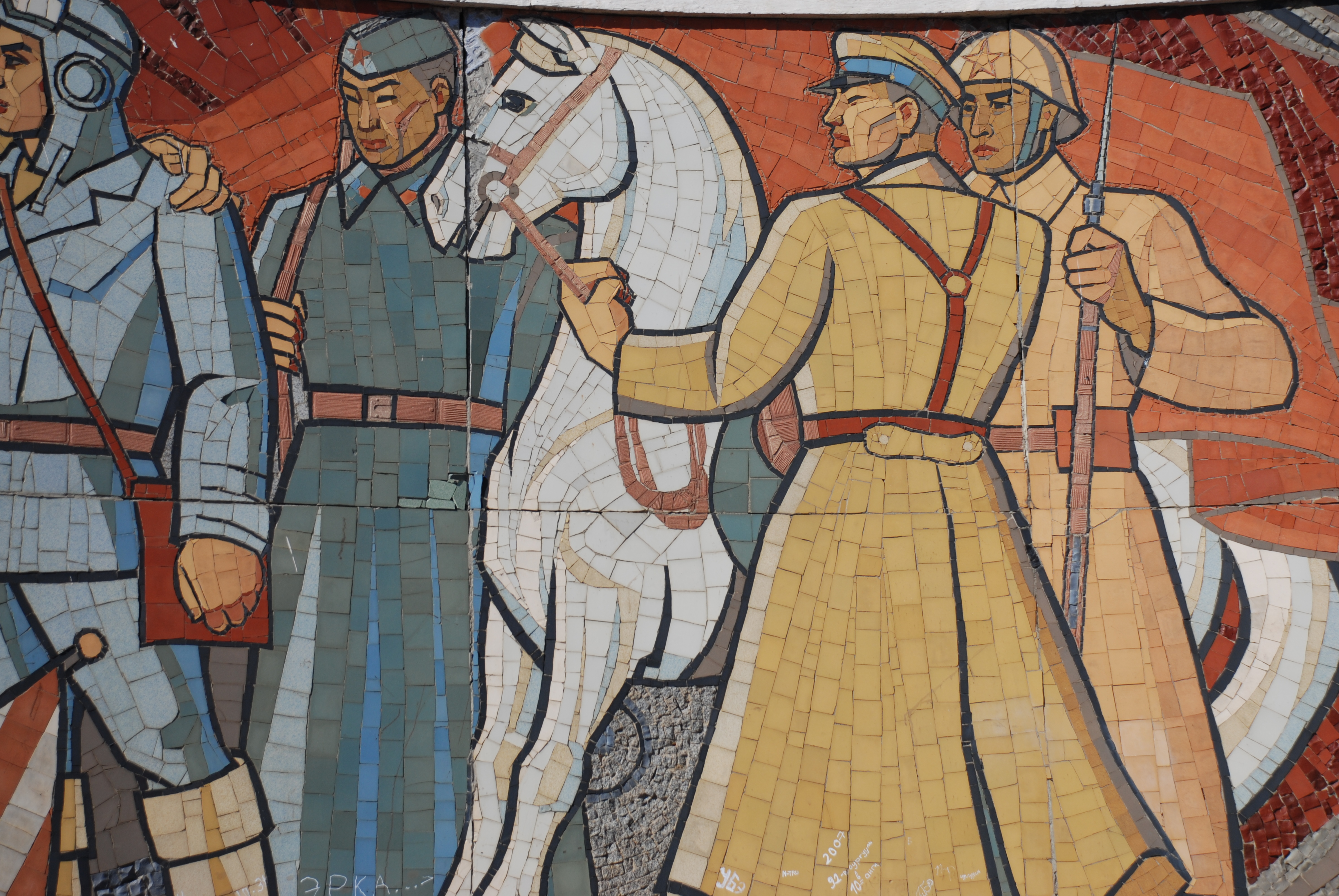
宰桑纪念碑内侧的壁画

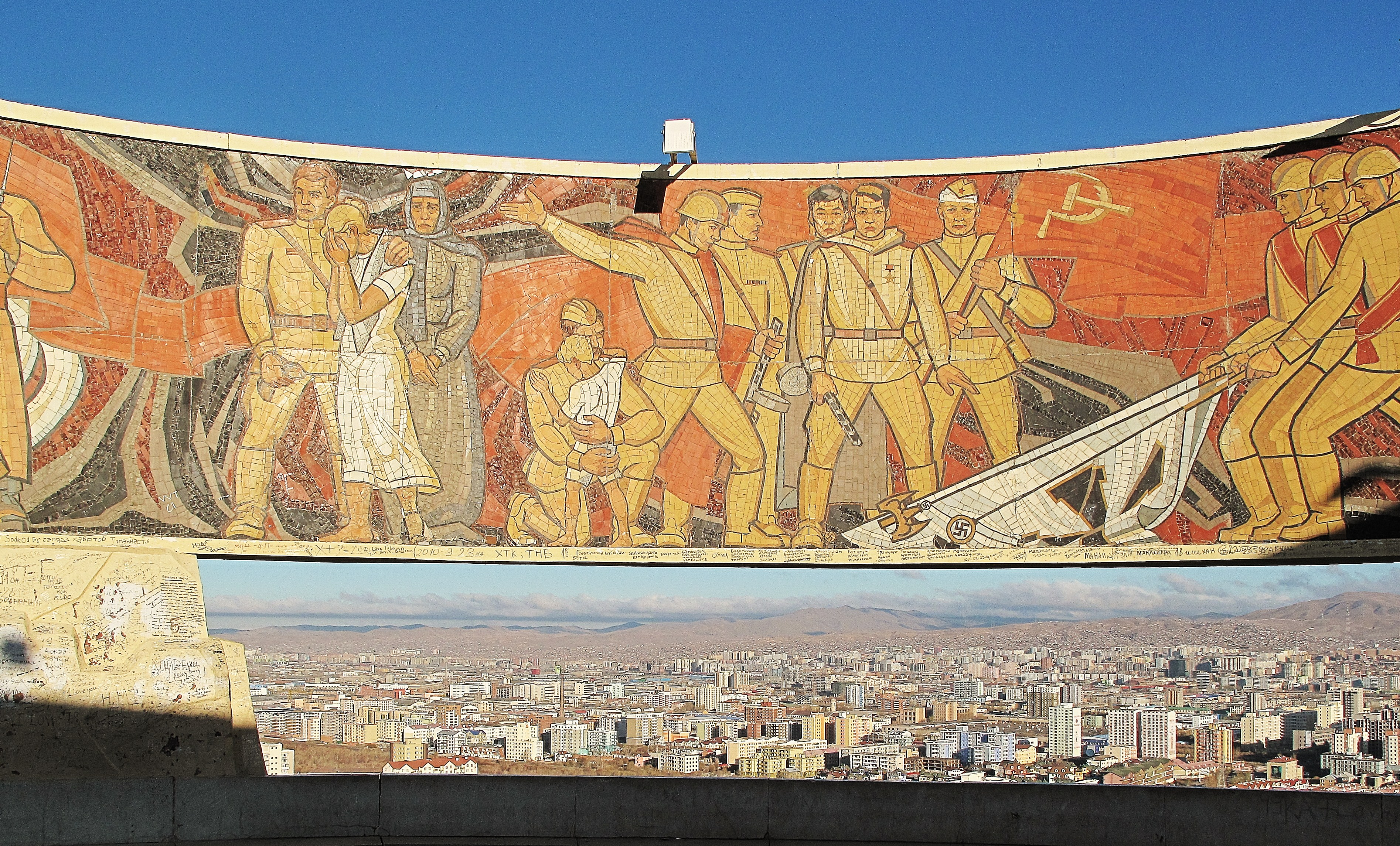
宰桑纪念碑内侧的壁画

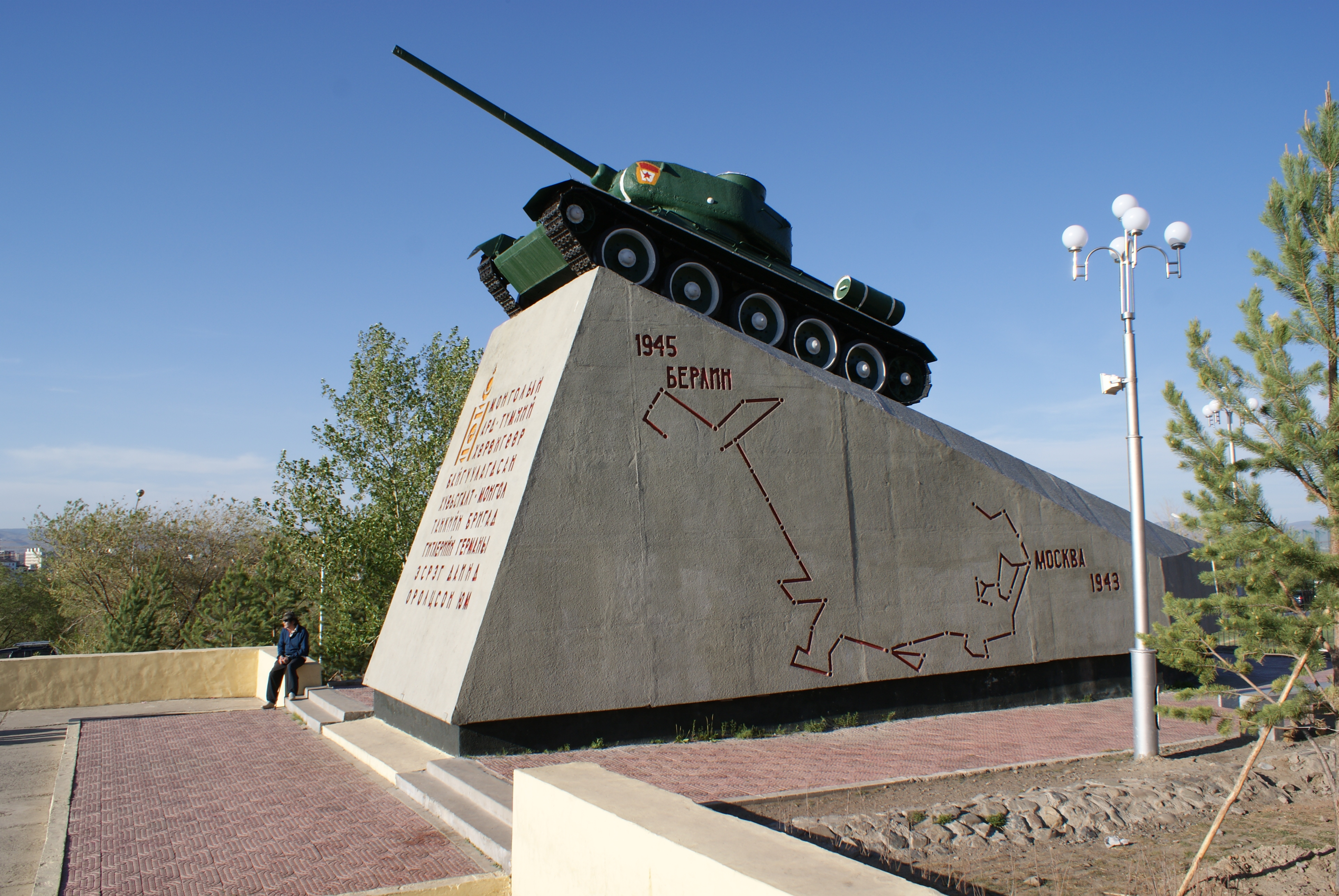
坦克纪念碑

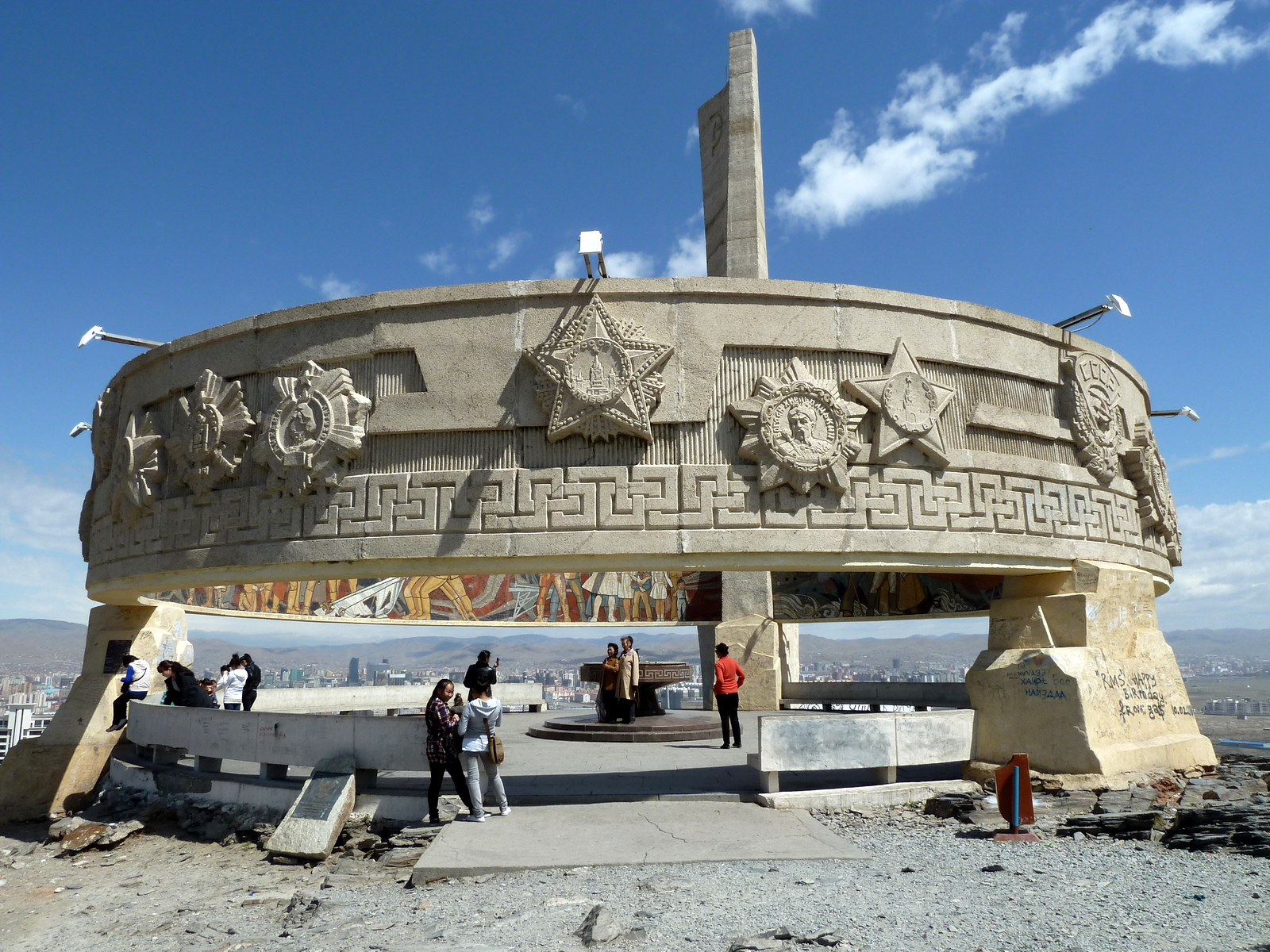
宰桑纪念碑

宰桑纪念碑位于乌兰巴托城以南的一座小山顶上，邻近佛园。该纪念碑是为纪念第二次世界大战期间牺牲的苏联红军将士而设。纪念碑设有一个圆形的纪念画，描绘了苏联和蒙古人民之间的友谊场景。这幅壁画描绘的场景包括苏联在1921年支持蒙古独立的声明，1939年苏联在诺门坎事件中击败日本关东军，战胜纳粹德国，以及和平建设时期的成绩，如苏联的太空飞行。
在汽车行驶到山坡上最高的停车场之后，游客必须爬300步才能到达纪念碑和壁画。站在纪念碑旁边可以俯瞰整个乌兰巴托市的全景。
2003年，一座原来位于宰桑和乌兰巴托市中心的坦克纪念碑被迁到宰桑纪念碑所在的小山脚下。该坦克原来属于由蒙古人组成的一个旅。坦克纪念碑上描绘了该旅从1943年在莫斯科直到1945年参加攻克柏林的行军路线。